# جويل هانلي
جويل هانلي هو لاعب هوكي الجليد كندي، ولد في 8 يونيو 1991 في Keswick, Ontario ‏ في كندا.

## وصلات خارجية
- جويل هانلي على موقع دوري الهوكي الوطني (الإنجليزية)
- جويل هانلي على موقع الدوري الأمريكي لهوكي الجليد (الإنجليزية)
- جويل هانلي على موقع EliteProspects.com (الإنجليزية)
- جويل هانلي على موقع Eurohockey.com (الإنجليزية)
- جويل هانلي على موقع HockeyDB.com (الإنجليزية)
- جويل هانلي على موقع Hockey-Reference.com (الإنجليزية)